# Bram Tankink
Bram Tankink est un coureur cycliste néerlandais, né le 3 décembre 1978 à Haaksbergen, professionnel de 2001 à 2018. Il a notamment remporté une étape du Tour d'Allemagne 2005.

## Carrière
Tankink  a commencé sa carrière professionnelle en 2001 chez Domo-Farm Frites. Après avoir passé cinq saisons au sein de l'équipe dans l'équipe belge Quick Step, il rejoint en 2008 l'équipe Rabobank.
Au cours de sa carrière, Tankink a remporté deux courses internationales. Lors de la 1re étape du Tour d'Allemagne, il obtient sa première victoire professionnelle, malgré une chute. Il prend la tête de la course, qu'il conserve jusqu'à la fin de la troisième étape. En septembre 2007, il s'adjuge également en solitaire le Grand Prix Jef Scherens, une semi-classique belge.
Sur l'Eneco Tour, une course par étapes de l'UCI ProTour, il est septième en 2007 et huitième en 2008. En février 2013, alors qu'il s'entraîne à Majorque, Tankink est renversé par une voiture. Le choc entraîne une fracture de la clavicule gauche.
Tankink a participé à un total de 17 grand tours et en a terminé 16. Ses meilleurs classements ont été la 39e place du Tour de France 2007, la 34e place du Tour d'Espagne 2009 et la 36e place du Tour d'Italie 2011.
Après 11 ans avec la même équipe, qui a changé de nom plusieurs fois au fil des ans, il dispute le 13 octobre 2018 la dernière course sur route de sa carrière, le Ronde van Zeeland. Deux semaines plus tard, il révèle avoir subi un contrôle antidopage.

## Palmarès

### Palmarès amateur
- 1999
  - 3e du Tour de Roumanie
- 2000
  -  Champion des Pays-Bas sur route espoirs
  - Tour de Cologne amateurs
  - 2e du Tour de Mainfranken
  - 2e de la Ster der Beloften

### Palmarès professionnel
- 2005
  - 1re étape du Tour d'Allemagne
- 2006
  - 3e du Grand Prix de Buchholz
- 2007
  - Grand Prix Jef Scherens
  - 7e de l'Eneco Tour
- 2008
  - 8e de l'Eneco Tour
- 2010
  - 3e du Tour de Belgique
- 2011
  - 1re étape de Tirreno-Adriatico (contre-la-montre par équipes)
  - 2e du championnat des Pays-Bas sur route

## Résultats sur les grands tours

### Tour de France
9 participations
- 2005 : 111e
- 2006 : 94e
- 2007 : 40e
- 2008 : 60e
- 2010 : non-partant (16e étape)
- 2012 : 144e
- 2013 : 64e
- 2014 : 40e
- 2015 : 55e

### Tour d'Italie
3 participations
- 2011 : 36e
- 2016 : 61e
- 2017 : abandon (19e étape)

### Tour d'Espagne
5 participations
- 2002 : abandon (5e étape)
- 2003 : 94e
- 2004 : 64e
- 2009 : 34e
- 2016 : 103e

## Classements mondiaux
| Année                  | 2005 | 2006 | 2007 | 2008 | 2009 | 2010 | 2011 | 2012 | 2013 | 2014 | 2015 |
| ---------------------- | ---- | ---- | ---- | ---- | ---- | ---- | ---- | ---- | ---- | ---- | ---- |
| Classement ProTour     | 172e |      | 92e  | 80e  |      |      |      |      |      |      |      |
| Calendrier mondial UCI |      |      |      |      | nc   | nc   |      |      |      |      |      |
| UCI World Tour         |      |      |      |      |      |      | nc   | nc   | nc   | nc   | nc   |

## Distinctions
- Cycliste espoirs néerlandais de l'année : 2000